# Matsumuraeses patialaensis
Matsumuraeses patialaensis es una especie de polilla del género Matsumuraeses, tribu Grapholitini, subfamilia Olethreutinae. Fue descrita científicamente por Rose & Pooni en 2003.

## Distribución
Se distribuye por Asia: India.